# 唐加寺
唐加寺，位于西藏自治区拉萨市墨竹工卡县唐加乡莫冲村，是一座藏传佛教寺院。因寺内保存有可能是西藏现存规模最大、保存最完整的吐蕃时期壁画而著称。

## 简介
唐加寺位于西藏自治区拉萨市墨竹工卡县唐加乡莫冲村内。根据《红史》和《卫藏道场胜迹志》记载，该寺始建于7世纪初，由松赞干布为妃子芒萨赤姜所建，历史上名叫“尼玛拉康”（藏语“拉康”意为佛殿）。
2008年7月26日，第三次全国不可移动文物普查技术专家在墨竹工卡县开展文物调查时，意外发现了该寺的废弃库房墙面绘有壁画。库房内阴暗狭窄，绘满壁画的墙面由于年久失修，已经受到严重损坏，部分墙体裸露出卵石，屋顶漏雨冲刷下来的泥水遮盖了壁画的部分画面，木料也在墙面上撞出坑洞。经过清理后，残存的精美壁画逐渐显现。此次专家们在尼玛拉康北侧及西侧墙体发现了11世纪之前的壁画。
夏格旺堆是西藏文物保护研究所的藏文文献及考古专家，他在《黄琉璃》、《如意树》、《藏蒙宗教源流》、《东嘎大辞典》、《红史》、《卫藏道场胜迹志》、《止贡寺志》等藏文文献中查到了该寺沿革。文献记载，该建筑最早应为松赞干布为妃子芒萨赤姜建的祈愿寺，始建于7世纪吐蕃时期，当时称“尼玛拉康”。文献记载当时殿内共有四柱，并且供奉大日如来、无量光佛、不动如来、八大菩萨、马头金刚、金刚手护法神等共计13尊塑像。
2008年发现的这批壁画后来被列入“全国第三次文物普查重大发现名录”。2010年，唐加寺被列为西藏自治区文物保护单位。2011年，墨竹工卡县文物局成立了抢修工作小组，对唐加寺尼玛拉康、十六罗汉殿的屋面展开抢修，以便彻底解决漏雨对壁画的侵蚀。
2013年4月26日，在抢修唐加寺尼玛拉康、十六罗汉殿屋面时，在尼玛拉康东侧墙体又新发现一批11世纪以前的壁画。此次新发现的壁画面积约为15平方米，与2008年第三次全国文物普查时发现的尼玛拉康北侧及西侧墙体的壁画内容基本类似。因发现壁画的墙体属于尼玛拉康的外侧墙体，同时又属后期建筑十六罗汉殿的内侧墙体，后又在绘有壁画的墙体前搭建了土台子，这对尼玛拉康东侧墙体壁画发挥了保护作用。新发现的尼玛拉康东侧墙体壁画，无论在壁画内容及完整程度上都超出了2008年发现的壁画。
西藏自治区文物专家认为这有可能是西藏现存规模最大、保存最完整的吐蕃时期壁画，估计形成于7至9世纪。唐加寺尼玛拉康西南面外墙残存有彩绘壁画，共13幅。其中大壁画5幅、小壁画8幅。总面积大约85到100平方米左右。
2013年，唐加寺僧人罗桑顿丹针介绍，当前保护工作一是清除了堆放于壁画所在转经廊道内的物品与垃圾，二是安装了两扇防盗门，三是购买了屋面防水材料。墨竹工卡县文化广播电影电视新闻出版局副局长次仁朗杰介绍，对唐加寺的保护，特别是唐加寺早期殿堂“尼玛拉康”、“乃居拉康”的保护非常重要。